# ФК Лахти
ФК Лахти (на фински: Football Club Lahti) е финландски футболен отбор от град Лахти, област Пяйят Хяме. Играе във висшата лига на Финландия – Вейкауслига. Играят домакинските си мачове на стадион „Лахти“ с капацитет 14 465 зрители.
Двукратен бронзов медалист от Финландския шампионат през 2008 и 2014 година.

## Успехи
- Вейкауслига: (Висша лига)
  -  Бронзов медалист (2): 2008, 2014
- Купа на Финландия:
  -  Финалист (1): 2002
- Купа на лигата:
  -  Носител (3): 2007, 2013, 2016
  -  Финалист (3): 2004, 2005
- Иконен: (2 ниво)
  -  Победител (2): 1998, 2011

## Известни футболисти
- Яри Литманен (2004, 2008 – 2010)